# Strikeforce: Rousey vs. Kaufman
Strikeforce: Rousey vs. Kaufman（ストライクフォース：ラウジー・バーサス・カフマン）は、アメリカ合衆国の総合格闘技団体「Strikeforce」の大会の一つ。2012年8月18日、カリフォルニア州サンディエゴのバレービュー・カジノセンターで開催された。

## 大会概要
本大会ではロンダ・ラウジーとサラ・カフマンによるStrikeforce女子バンタム級タイトルマッチが組まれた。

## 試合結果

### プレリミナリーカード
第1試合 ライト級ワンマッチ 5分3R
○  ボビー・グリーン vs.  マット・ライスハウス ×
3R終了 判定3-0
第2試合 女子フェザー級ワンマッチ 5分3R
○  ジャーメイン・デランダミー vs.  HIROKO ×
3R終了 判定3-0
第3試合 ミドル級ワンマッチ 5分3R
○  アドラン・アマゴフ vs.  キース・ベリー ×
1R 0:48 TKO（ローキック→パウンド）
第4試合 女子バンタム級ワンマッチ 5分3R
○  ミーシャ・テイト vs.  ジュリー・ケッジー ×
3R 3:28 腕ひしぎ十字固め

### メインカード
第5試合 ライトヘビー級ワンマッチ 5分3R
○  オヴァンス・サンプレー vs.  TJ・クック ×
3R 0:27 KO（左ストレート）
第6試合 ミドル級ワンマッチ 5分3R
○  アンソニー・スミス vs.  ルムンバ・セイヤーズ ×
1R 3:52 三角絞め
第7試合 ウェルター級ワンマッチ 5分3R
○  タレック・サフィジーヌ vs.  ロジャー・ボウリング ×
3R終了 判定3-0
第8試合 ミドル級ワンマッチ 5分3R
○  ホナウド・ジャカレイ vs.  デレク・ブランソン ×
1R 0:41 KO（右フック→パウンド）
第9試合 Strikeforce女子バンタム級タイトルマッチ 5分5R
○  ロンダ・ラウジー vs.  サラ・カフマン ×
1R 0:54 腕ひしぎ十字固め
※ラウジーが初防衛に成功。